# Campionati europei di windsurf 2019
I Campionati europei di windsurf 2019 sono stati la 14ª edizione della competizione. Si sono svolti a Palma di Maiorca, in Spagna, dal 7 al 14 aprile 2019.

## Medagliere
| Pos.   | Nazione     | Oro | Argento | Bronzo | Totale |
| ------ | ----------- | --- | ------- | ------ | ------ |
| 1      | Paesi Bassi | 2   | 1       | 0      | 3      |
| 2      | Regno Unito | 0   | 1       | 0      | 1      |
| 3      | Francia     | 0   | 0       | 2      | 2      |
| Totale | Totale      | 2   | 2       | 2      | 6      |

## Podi
| Evento    | Oro            | Argento                  | Bronzo         |
| Maschile  | Kiran Badloe   | Dorian van Rijsselberghe | Thomas Goyard  |
| Femminile | Lilian de Geus | Emma Wilson              | Charline Picon |